# حكومة سعيد المفتي الثالثة
حكومة سعيد المفتي الثالثة هي الحكومة الحادي والثلاثون منذ إعلان استقلال إمارة شرق الأردن عام 1921 . شكّل سعيد المفتي الحكومة في 30 مايو عام 1955م، بتكليف من ملك الأردن الحسين بن طلال. وقد حلّت الحكومة في 14 ديسمبر 1955. نالت الحكومة ثقة مجلس النواب الأردني الرابع بأغلبية 25 صوتا في حين حجب عنها الثقة 5 نواب وامتنع 5 نواب آخرين عن التصويت.

## قائمة الوزراء
| التسلسل | الاسم                       | المهام الوزارية                    |
| ------- | --------------------------- | ---------------------------------- |
| 1       | دولة السيد سعيد المفتي      | رئيس الوزراء ووزيرا للخارجية       |
| 2       | معالي السيد بشارة غصيب      | وزير للمالية                       |
| 3       | معالي السيد سعيد علاءالدين  | وزير للمعارف                       |
| 4       | معالي الدكتور جميل التوتنجي | وزير للصحة والشؤون الاجتماعية      |
| 5       | دولة السيد هزاع المجالي     | وزير للداخلية                      |
| 6       | معالي السيد علي حسنا        | وزير للعدلية                       |
| 7       | معالي السيد فرحان شبيلات    | وزير للدفاع                        |
| 8       | معالي السيد حمد الفرحان     | وزير للاقتصاد                      |
| 9       | معالي السيد علي الهنداوي    | وزير للزراعة                       |
| 10      | معالي السيد عزمي النشاشيبي  | وزير للبرق والبريد والطيران المدني |
| 11      | معالي السيد نعيم عبدالهادي  | وزير للاشغال العامة                |
| 12      | معالي السيد سمعان داؤود     | وزير للتجارة والانشاء والتعمير     |

## وصلات خارجية
- موقع رئاسة الوزراء